# Chrystus ukrzyżowany (obraz Bartolomé Estebana Murilla)
Chrystus ukrzyżowany (hiszp. Cristo crucificado) – powstały w 2. poł. XVII w. obraz autorstwa hiszpańskiego malarza barokowego Bartolomé Estebana Murilla.
Dzieło jest częścią tzw. Kolekcji Królewskiej Muzeum Prado w Madrycie.

## Opis
Murillo przedstawił znaną z Nowego Testamentu scenę ukrzyżowania Chrystusa na Golgocie.